# クーバーペディ

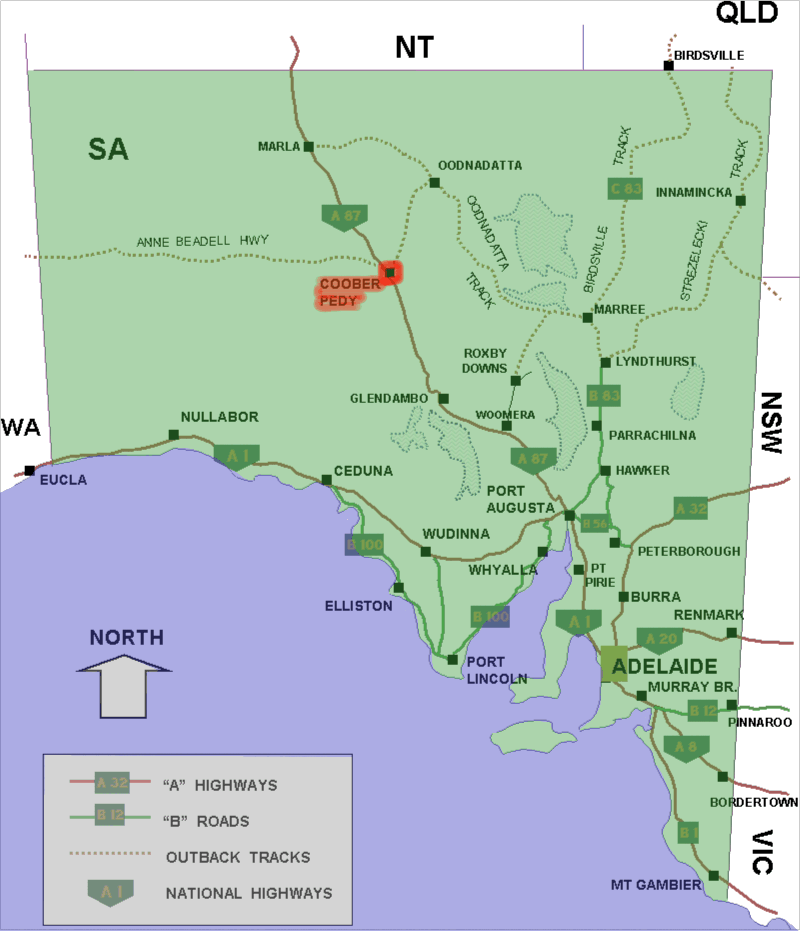
州内の位置

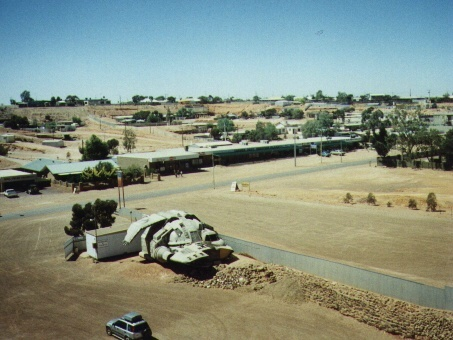
映画撮影に使用された宇宙船が放置されている

クーバーペディ（Coober Pedy, [ˈkuːbər ˈpiːdi]）は、オーストラリアの南オーストラリア州にある町。人口は1762人（2016年）。
州都アデレードから846km北方のスチュアート・ハイウェイ沿い、南緯28度56分、東経134度45分に位置する。自ら「オパールの都（opal capital of the world）」を名乗り、実際世界最大のオパール産地である。
日本語での表記には揺れがあり、クーバ・ピーディー、クーバーペディー、クーバーピディなどの表記が用いられることもある。

## 概要

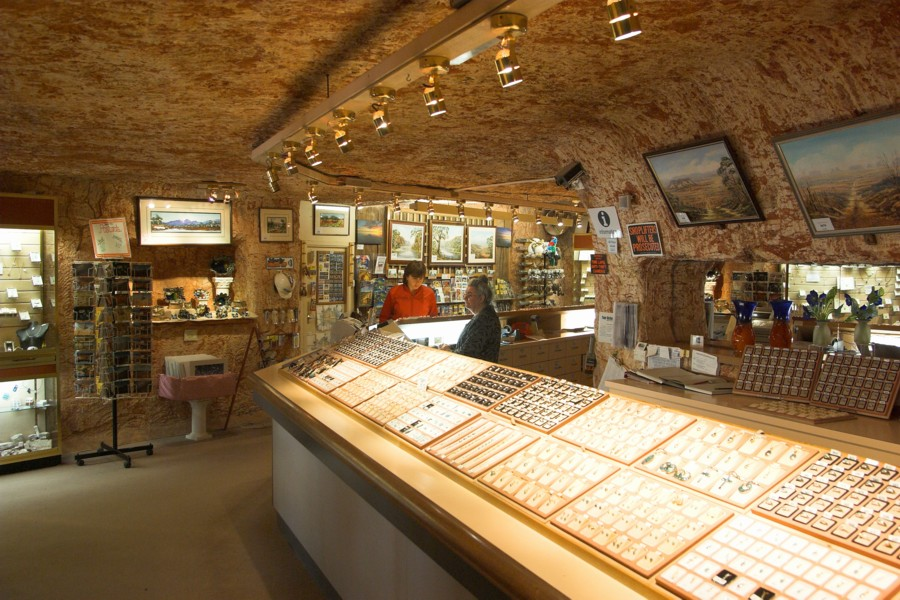
地下にあるクーバーペディの宝石店

クーバーペディは白人の入植以前からアボリジニの居住地であり、オーストラリアのアウトバックにあって、最寄の集落からは数百kmも離れている。1911年のオパールの発見によって多くの白人労働者が集まって街が形成された。クーバーペディの名はアボリジニの言葉で「白人が潜る穴（kupa piti）」に由来する。水の確保が難しい土地であり、世界恐慌の時期にはオパール産業が停滞し住人が66人にまで激減したが、1946年にオパール採掘ブームが再燃し、1985年には上下水道が整備された。1996年時点で、一攫千金を求める50か国の人々がオパール採掘に従事している。
厳しい夏の暑さと、この町の主要産業（オパール採掘）により、住人は丘陵の横に掘ったダグアウトハウス（dagouthouse）と呼ばれる洞窟に住み、地下の坑道で働く生活を送っている。標準的なベッドルーム3つに居間・台所・洗面所がついた洞窟が地上の家を建てるのと同等の値段で掘れる。地上の家がエアコンを必要とする場合、特に気温が40℃以上になる夏場においても洞窟内の気温は一定である。クーバーペディの街では多くの住宅や公共施設が地下に設けられているため、建物の代わりに地中から伸びた換気用の筒が林立している。しかし、エアコンの普及によって地上の建造物も増えつつある。街の周囲にはディンゴの侵入を防ぐ、総延長65キロメートルのフェンスが巡らされている。
クーバーペディの見所としては、鉱山、墓地、地下教会などが挙げられる。この町で最初の樹木は鉄くずを溶接して作ったものであり、今も町を見下ろす丘の上に立っている。ゴルフ場も芝生は全くなく、ティーオフの際には人工芝を使う。
クーバーペディは人気の観光地であり、周辺地域は『マッドマックス/サンダードーム』や『プリシラ』、『ピッチ・ブラック』といった映画の撮影地ともなった。